# Wayne Wells
Wayne Wells (Abilene (Texas), Estados Unidos, 29 de septiembre de 1946) es un deportista estadounidense retirado especialista en lucha libre olímpica donde llegó a ser campeón olímpico en Múnich 1972.

## Carrera deportiva
En los Juegos Olímpicos de 1972 celebrados en Múnich ganó la medalla de oro en lucha libre olímpica de pesos de hasta 74 kg, por delante del luchador sueco Jan Karlsson (plata) y del alemán Adolf Seger (bronce).